# Presbychen abavus
Presbychen abavus är en utdöd fågel i familjen änder inom ordningen andfåglar. Den beskrevs 1930 utifrån fossila lämningar från miocen funna i Kalifornien, USA.